# 富士媒體控股
株式會社富士媒體控股（日语：／ Fuji Media Hōrudingusu）是日本大型传媒集团富士产经集团的控股公司，也是日本首家基於《广播法》成立的特许广播控股公司。其法人前身為1957年成立的株式會社富士電視，2008年因公司重組而改為現名。

## 公司概要
2008年10月1日，原富士电视有限公司进行业务重组。原富士电视有限公司改名为富士媒体控股有限公司，并成为日本首家“广播控股公司”；同时公司的广播业务交由新成立的同名子公司富士电视有限公司运营。 公司本部所在的富士产经集团大楼及东京产经大厦因牵连到活力门事件而被视为赔偿抵押物，而新成立的富士媒体控股公司需要继续承担该法律义务。
作为广播持股公司，富士媒体控股有限公司将富士电视台、BS富士、日本放送列为自己的子公司；2006年12月，富士电视网旗下仙台放送、以及原本的一些地方电视台也成为子公司。 而其他诸如WOWOW和富士电视网关联电视台则只是持股公司。

## 资本结构
以下为“富士媒体控股有限公司”和“富士电视有限公司（2008年9月30日以前）”的资本构成。企业、团体均采用当时名称。

### 2020年時的资本结构
| 流通股总数    | 股东数 |
| ------------- | ------ |
| 234,194,500股 | 42,017 |

| 股东                                         | 持股数       | 持股比例 |
| -------------------------------------------- | ------------ | -------- |
| 东宝                                         | 18,572,100股 | 7.93%    |
| 日本信托服务银行（信托基金）                 | 14,340,300股 | 6.12%    |
| 日本Master Trust信託銀行（信托基金）         | 12,326,900股 | 5.26%    |
| 文化放送                                     | 07,792,000股 | 3.33%    |
| NTT DOCOMO                                   | 07,700,000股 | 3.29%    |
| 关西电视台                                   | 06,146,100股 | 2.62%    |
| 日本统合信托银行 ※退休福利信托基金・电通基金 | 04,650,000股 | 1.99%    |
| 道富银行 ※常任代理人瑞穗銀行结算销售部       | 04,607,905股 | 1.97%    |
| 日本统合信托银行 ※信托基金9                  | 04,342,100股 | 1.85%    |
| 养乐多本社                                   | 03,969,000股 | 1.69%    |

## 子公司和事业群

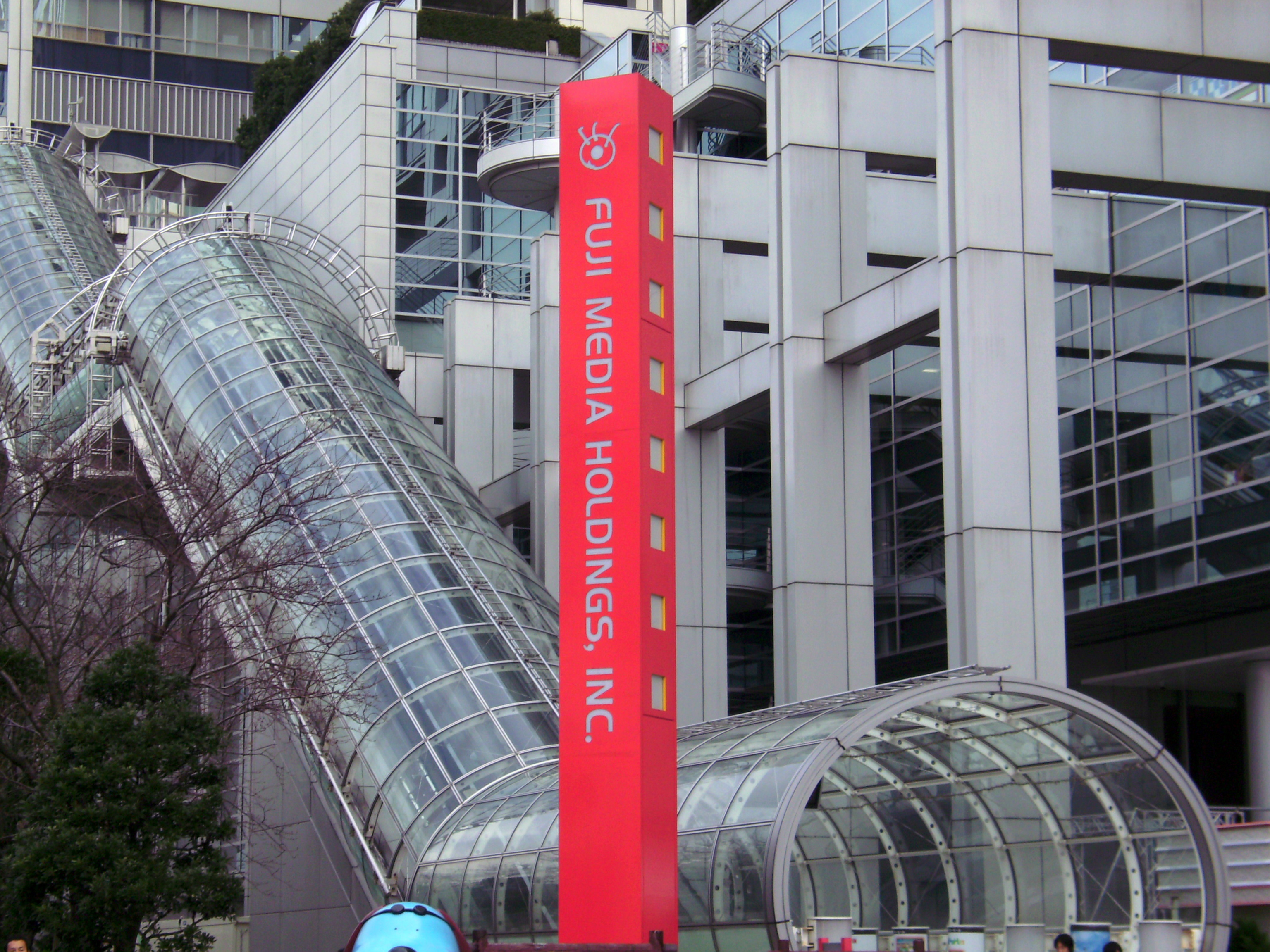
富士媒体控股股份公司总部富士产经集团大楼入口处。

下列为富士媒体控股股份公司旗下事业群及子公司一览，相关数据源自该公司公开发表的有价证券报告书。
粗体公司名表示为该事业群的核心子公司；公司名前无标记者为该事业群关联子公司；公司名前有※标记者为持分法适用的分公司或关联公司；公司名前有▲标记者为非关联非适用持分法公司。

### 广播事业群
- 富士电视股份公司（100%）
- 富士卫星广播股份公司（100%）
- 日本广播股份公司（100%）
- 仙台广播股份公司（72.3%）※2016年12月20日改制为关联子公司。[13]
- ※WOWOW股份公司（17.2%）
- ※日本映畫放送株式會社（富士电视占股33.3%）
- ※Space Shower电视网股份公司（日语：スペースシャワーネットワーク）（16.65%）
- ※北海道文化广播股份公司（21.0%）
- ※岩手可爱电视股份公司（32.7%）
- ※秋田电视股份公司（24.4%）
- ※福岛电视股份公司（33.3%）
- ※新泻综合电视股份公司（32.4%）
- ※长野广播股份公司（33.1%）
- ※关西电视广播股份公司（25.0%）
- ※冈山广播股份公司（23.4%）
- ※新广岛电视股份公司（31.8%）
- ※冲绳电视广播股份公司（30.2%）

### 制作事业群
- 共同电视股份公司（54.4%＋间接持股3.3%）
- 共同编辑股份公司（日语：共同エディット）（共同电视的子公司）
- VASC股份公司（日语：バスク (テレビ技術会社)）（共同电视的子公司）
- VAN8股份公司（33.3%，共同电视的子公司）
- Basis股份公司（日语：株式会社バンエイト）（共同电视的子公司）
- 富士创意公司（日语：フジクリエイティブコーポレーション）（100%）
- NEXTEP电视工作室股份公司（日语：ネクステップ）（100%）
- 富士艺术股份公司（日语：フジアール）（100%）
- 富士媒体技术股份公司（日语：フジ・メディア・テクノロジー）（100%）——旧称“八峰电视股份公司（日语：八峯テレビ）”。由富士照明与技术股份公司（日语：フジライティング・アンド・テクノロジイ）等合并而成。

### 音乐影像事业群
- 波丽佳音股份公司（100%）
- 波丽佳音事业股份公司（波丽佳音子公司）
- EXIT TUNES股份公司（波丽佳音控股100%）
- 富士太平洋音乐股份公司（日语：フジパシフィックミュージック）（100%）
- 富士音乐合伙任何组合（95%，实际归属富士太平洋音乐[14]）
- 新光音乐出版股份公司（富士音乐合伙子公司）
- 富士音乐集团股份公司（75.64%，富士太平洋音乐占股24.36%）
- ARC音乐股份公司（富士音乐集团子公司）
- ARC/CONRAD有限责任公司（ARC音乐子公司）
- ※储存技术股份公司（日语：メモリーテック）（波丽佳音子公司）

### 生活资讯事业群
1980年代富士产经集团开展“生活路线”所设立的相关企业。
- Dinos Cecile股份公司（日语：ディノス・セシール）（100%）——旧名“Dinos（日语：ディノス）”，由Cecile（日语：セシール）与富士直复营销公司（日语：フジ・ダイレクト・マーケティング）合并而成。
- Dinos Cecile通讯股份公司——Dinos Cecile股份公司子公司
- 产经生活新闻社股份公司（日语：サンケイリビング新聞社）（100%）
- Living Project股份公司（10%）——产经生活新闻社下辖子公司

### 广告事业群
- Quaras股份公司（日语：クオラス）（66.4%）

### 城市开发事业群
- 产经大厦股份公司（100%）
- 产经会馆股份公司（产经大厦子公司）
- 产经大厦医护股份公司（产经大厦子公司）
- 产经大厦技术股份公司（产经大厦子公司）
- 产经大厦管理股份公司（产经大厦子公司，产经大厦维修公司等合并而成）
- 伟大远景控股有限公司
- 伟大远景酒店与度假村股份公司（日语：グランビスタ ホテル&リゾート）（伟大远景控股子公司）

### 其他事业群
- 扶桑社股份公司（100%）
- 福吉米股份公司（100%）
- 富士职业设计股份公司（100%）
- 富士游戏股份公司（100%）
- 广播生活股份公司（放送日本子公司）
- 富士产经国际通讯公司（日语：フジサンケイ・コミュニケーションズ・インターナショナル）（100%）

### 无事业群子公司及关联公司

#### 不适用持分法的公司
注：仅刊载典型公司。
- FILM LLP（日语：FILM LLP）（后改名为FILM有限责任合伙公司）——与Production I.G合资公司，负责真人动画电影的DVD制作及发行，获得THX认证。
- 富士太平洋音乐韩国股份公司
- 波丽佳音韩国股份公司

## 其他投资产业
富士媒体控股有限公司共计投资超过160家公司，下列为其中部分产业。

### 上市公司
备注：相关数据统计记录截止至2015年3月31日。
- 养乐多企业股份公司（3.69%）
- 东宝股份公司（2.67%）
- 东映股份公司（4.4%）
- 东映动画股份公司（10.1%）

### 非上市公司

#### 富士电视网加盟台
备注：仅记录持股比例超过10%的加盟台。持股数据截止2010年10月1日。
- 长野广播股份公司（12.4%）
- 静冈电视股份公司（12.4%）
- 山阴中央电视股份公司（12.4%）
- 爱媛电视股份公司（12.4%）
- 高知SunSun电视股份公司（12.4%）
- 熊本电视股份公司（12.4%）

#### 非富士电视网加盟台
备注：持股比例数据截止2010年3月31日。
- 日本电视网
  - 金泽电视股份公司（3.0%）
  - 静冈第一电视股份公司（9.0%）
  - 长崎国际电视股份公司（11.0%）
- TBS电视网
  - 郁金香电视股份公司（4.0%）
  - 爱电视股份公司（3.0%）
- 朝日电视网
  - 青森朝日广播股份公司（4.0%）
  - 秋田朝日广播股份公司（7.44%）
  - 山形电视股份公司（7.21%）
  - 新泻电视21股份公司（5.2%）
  - 长野朝日广播股份公司（3.1%）
  - 北陆朝日广播股份公司（3.0%）
  - 大分朝日广播股份公司（5.0%）
  - 熊本朝日广播股份公司（5.0%）
- 东京电视网
  - 北海道电视股份公司（3.0%）
  - TVQ九州广播股份公司（4.9%）
- 独立电视网
  - 京都广播股份公司（4.76%）
- 日本FM联播网
  - FM秋田股份公司（日语：エフエム秋田）（7.0%）
  - FM仙台股份公司（日语：エフエム仙台）（8.0%）
  - FM群马股份公司（日语：エフエム群馬）（5.5%）
  - 新泻FM电台股份公司（3.4%）
  - 福井FM广播股份公司（日语：福井エフエム放送）（7.0%）
  - 三重FM广播股份公司（日语：三重エフエム放送）（6.0%）
  - FM山阴股份公司（日语：エフエム山陰）（8.0%）
  - FM爱媛股份公司（日语：エフエム愛媛）（5.3%）
  - FM长崎股份公司（日语：エフエム長崎）（4.0%）
- 全国FM联播网
  - ZIP-FM股份公司（日语：ZIP-FM）（4.3%）

### 其他
- 吉本兴业股份公司（12.13%）
- 北海道空港股份公司（日语：北海道空港）（6.7%）
- 养乐多球队股份公司（养乐多企业股份公司的关联子公司）